# Municipio de Emerson (Dakota del Sur)
El municipio de Emerson (en inglés: Emerson Township) es un municipio ubicado en el condado de Faulk en el estado estadounidense de Dakota del Sur. En el año 2010 tenía una población de 35 habitantes y una densidad poblacional de 0,37 personas por km².

## Geografía
El municipio de Emerson se encuentra ubicado en las coordenadas 45°12′19″N 99°0′57″O / 45.20528, -99.01583. Según la Oficina del Censo de los Estados Unidos, el municipio tiene una superficie total de 93.38 km², de la cual 92,73 km² corresponden a tierra firme y (0,69 %) 0,64 km² es agua.

## Demografía
Según el censo de 2010, había 35 personas residiendo en el municipio de Emerson. La densidad de población era de 0,37 hab./km². De los 35 habitantes, el municipio de Emerson estaba compuesto por el 100 % blancos. Del total de la población el 0 % eran hispanos o latinos de cualquier raza.